# Серф, Камилл
Ками́лл Серф (фр. Camille Cerf; 1862, Арлон — 1936) — французский журналист и кинооператор хроники.
Родился в 1862 году в Арлоне, работал в нескольких газетах, в том числе «Le Figaro». Был личным секретарем Жоржа Клемансо. Также участвовал в организации нескольких французских киностудий, включая компанию Pathé.
В 1895 году по заданию братьев Люмьер поехал в командировку, чтобы провести документальные съёмки в нескольких странах на условиях получения 50 % от продажи копий снятых им фильмов. Среди сделанных им съёмок особое значение в истории кино имеет документальная хроника коронации Николая II. Серф был прислан в Россию в начале мая 1896 года братьями Люмьер, которые не продавали свои киноаппараты, со своей киноаппаратурой и оперативно получил официальное разрешение на съёмку коронационной церемонии. Этот первый в мире репортажный фильм вначале демонстрировался в Париже 24 июня 1896 года, а затем был показан в Санкт-Петербурге.
Жил Серф на родине в Арлоне, где был известен как филантроп.
Скончался в 1936 году.